# Mills (Wyoming)
Mills es un pueblo ubicado en el condado de Natrona en el estado estadounidense de Wyoming. En el año 2010 tenía una población de 3.461 habitantes y una densidad poblacional de 786.59 personas por km² .

## Geografía
Mills se encuentra ubicado en las coordenadas 42°50′42.44″N 106°22′50.81″O / 42.8451222, -106.3807806. Según la Oficina del Censo, la localidad tiene un área total de 4,4 km² (1,7 mi²), de la cual 4,3 km² (1,7 mi²) es tierra y 0,1 km² (0 mi²) (1.78%) es agua.

### Localidades adyacentes
El siguiente diagrama muestra a las localidades en un radio de 16 kilómetros (9,9 mi) de Mills.

## Demografía
En el 2000 la renta per cápita promedia del hogar era de $26.717, y el ingreso promedio para una familia era de $33.105. El ingreso per cápita para la localidad era de $14.103. En 2000 los hombres tenían un ingreso per cápita de $29.728 contra $20.945 para las mujeres. Alrededor del 18.40% de la población estaba bajo el umbral de pobreza nacional.
| 1930 | 1940 | 1950 | 1960  | 1970  | 1980  | 1990  | 2000  | 2010  |
| ---- | ---- | ---- | ----- | ----- | ----- | ----- | ----- | ----- |
| 357  | 379  | 866  | 1.477 | 1.724 | 2.139 | 1.574 | 2.591 | 3.461 |